# ダニエル・シェヒトマン
ダニエル・シェヒトマン（Daniel Shechtman, ヘブライ語: דן שכטמן,1941年1月24日 - ）は、イスラエルの化学者、物理学者。

## 人物
イギリス委任統治領パレスチナ（現・イスラエル）・テルアビブ生まれ。1972年に材料工学の研究によりテクニオン大学院からPh.Dを取得。
準結晶を発見したことで2011年にノーベル化学賞を受賞した。

## 受賞歴
- ロスチャイルド賞（1990年）
- イスラエル賞（1998年）
- ウルフ賞物理学部門（1999年）
- グレゴリー・アミノフ賞（2000年）
- トムソン・ロイター引用栄誉賞（2008年）
- ノーベル化学賞（2011年）